# Señorita (film 1940)
Señorita è un film del 1940 diretto da Gregorio Fernández, con protagonisti Miguel Anzures, Jaime Castellvi e Rogelio de la Rosa.
Tra le più celebri pellicole filippine dell'era prebellica, è uno dei film del sodalizio cinematografico Rosales-de la Rosa, dal grande successo durante gli anni quaranta.